# Улица Академика Полякова
Улица Академика Поляко́ва — улица в районе Черёмушки Юго-Западного административного округа Москвы. Названа в честь историка, академика Российской академии наук Ю. А. Полякова. Располагается между Профсоюзной и Новочеремушкинской улицами. Протяжённость улицы составляет около 647 м.

## История
До 2015 года улица не имела собственного названия и именовалась Проектируемым проездом № 4668. 20 октября 2015 года на заседании президиума Правительства Москвы было принято решение назвать проезд в честь советского и российского историка, академика РАН Юрия Полякова. С просьбой переименовать проезд в честь учёного выступили Академия наук и находящийся неподалёку Институт истории, в котором Юрий Поляков работал с 1949 года.
10 февраля 2016 года на торце дома, находящегося на Профсоюзной улице (дом 43, корп. 1; выходит на улицу Академика Полякова) была размещена памятная доска с информацией об учёном.